# Idomeneo de Lámpsaco
Idomeneo de Lámpsaco (en griego: Ἰδομενεύς Λαμψακηνός) (c. 325-c. 270 a. C.) fue amigo y discípulo de Epicuro. De su vida sólo se sabe que se casó con Batis de Lámpsaco, la hermana de Metrodoro de Lámpsaco, y que fue dignatario de la corte de Lámpsaco hacia los años 306-301 a. C. Aunque amigo de Epicuro, no fue un filósofo en sentido estricto, sino un político bien situado, al que Epicuro pidió una ayuda financiera para su escuela. Escribió un número considerable de obras históricas, que, a pesar del desdén con que las trata Plutarco, deben de haber sido fuentes de valor considerable, pues estaban dedicadas a la vida de los hombres más notables de la Grecia antigua. 
Se conocen los siguientes títulos de obras suyas: 1. Historia de Samotracia (en griego: Ἱστορία τῶν κατὰ Σαμοθρᾴκην).
Se trata probablemente de la obra que menciona el escoliasta a Apolonio de Rodas. 2. Sobre los socráticos (en griego: Περὶ τῶν Σωκρατικῶν), de la que sobreviven algunos fragmentos.
No se conoce con certeza el título de la obra u obras de Idomeneo en que se hablaba de las siguientes personas: los Pisistrátidas, Temístocles, Arístides, Pericles, Demóstenes, Esquines, Hipérides y Foción. Puede que todas estas personas aparecieran mencionadas en una sola obra, a la que los autores modernos han asignado diversos títulos posibles. El título era, probablemente, Sobre los líderes atenienses (en griego: Περὶ τῶν δημαγωγῶν).